# Todesschlaf
Todesschlaf ist ein norwegischer Mystery-Thriller mit dem Originaltitel Insomnia (lateinisch und englisch für Schlaflosigkeit) aus dem Jahr 1997. Es ist der erste Film des Regisseurs Erik Skjoldbjærg. Eine US-amerikanische Neuverfilmung trägt den Titel Insomnia – Schlaflos.

## Inhalt
In der norwegischen Stadt Tromsø wird die 17-jährige Tanja tot aufgefunden, sie ist offensichtlich ermordet worden. Die beiden Polizeikommissare Jonas Engström und Erik Vik werden hinzugezogen, um den Fall aufzuklären. Engström war früher bei der schwedischen Polizei, musste aber den Dienst wegen einer Sex-Affäre mit einer Hauptzeugin verlassen und arbeitet seither in Norwegen. Vik steht kurz vor der Pensionierung, er ist ausgebrannt, sein Gedächtnis lässt ihn immer wieder im Stich.
Engström stellt eine Falle, um den Mörder an den Ort des Verbrechens zurückzulocken, doch die Observierung schlägt fehl und der vermutliche Mörder kann entkommen. Engström, der seit seiner Zeit in Schweden – anders als in der norwegischen Polizei üblich – immer eine Waffe bei sich trägt, schießt im Nebel auf den Flüchtigen und trifft dabei versehentlich seinen Kollegen Vik, der gegen die Order eine falsche Richtung eingeschlagen hatte.
Zunächst will Engström die Wahrheit über die Schießerei sagen, stellt aber fest, dass alle annehmen, der flüchtige Mörder habe den Polizisten erschossen und beschließt, die Schuld am Tod des Kollegen zu verheimlichen. Als die Kommissarin Hilde Hagen hinzugezogen wird, um den Tod des Polizisten zu untersuchen, fürchtet er, dass durch die ballistischen Untersuchungen Zweifel an seiner Aussage aufkommen werden. Gequält von Schuldgefühlen und unfähig, wegen der Mitternachtssonne Schlaf zu finden, verliert er immer mehr seine Selbstkontrolle und beginnt über Vik zu halluzinieren. Die Dinge nehmen eine üble Wendung, als er feststellen muss, dass jemand seinen Schuss auf den Polizisten beobachtet hat. Als Engström herausfindet, dass Tanja Kontakt zu dem Krimiautor Jon Holt aufgenommen hatte, folgert er, dass Holt Tanja umgebracht hat. Daraufhin versucht Holt Engström zu erpressen, da er ja weiß, dass Engström schuld ist an Viks Tod.
Engström nimmt die Spur von Holt auf, findet ihn in seinem verfallenden Bootshaus und versucht, mit ihm zu reden. Holt jedoch fürchtet, dass der Kommissar ihn töten will, bedroht ihn mit einem Gewehr und erklärt ihm, wie es zu dem Tod des Mädchens durch einen unglücklichen Zufall gekommen ist. Dann flüchtet er aus dem Schuppen, bricht durch die morschen Planken des Stegs, und Engström schaut zu, wie er ertrinkt. Zurück in Holts Haus findet er Tanjas Kleid, das Holt ihr ausgezogen hatte, bevor er die Leiche weggeschafft hat. Der Tod Holts gilt als definitiver Beweis, dass er der Mörder ist. Der Fall ist abgeschlossen.
Als er seine Sachen packt, um die Stadt zu verlassen, kommt seine Kollegin Hilde Hagen vorbei und zeigt ihm eine Patronenhülse, die sie dort gefunden hat, wo der Kollege getötet worden war, und die zur üblichen Ausrüstung der schwedischen Polizei gehört. Engström fürchtet, dass er jetzt verhaftet wird. Die Kollegin legt jedoch die Hülse auf den Tisch und verlässt das Zimmer.

## Rezeption
1997 erhielt Skjoldbjærg in Cannes eine Nominierung für die Goldene Camera. 2002 inszenierte Christopher Nolan unter dem Titel Insomnia ein Remake des Films nach einem neuen Drehbuch von Hillary Seitz.

### Kritik
Der Film wurde von der Kritik international mit großem Lob als psychologische Studie und als eine Art Film noir aufgenommen. Roger Ebert verglich ihn in der Chicago Sun-Times mit Dostojewskis Roman Schuld und Sühne. Janet Maslin von der New York Times würdigte die Leistung des Hauptdarstellers und speziell die Regiearbeit Skjoldbjærgs. Seine zurückhaltende, elliptische Regie halte den Plot gefährlich und volatil zugleich, und unter den sich wiederholen winzigen Anzeichen von Unerwartetem, zeige Engstrom wachsenden Zeichen von Stress."
Der Kritiker von Cinema.de schreibt zu Skjoldbjærgs Regiedebüt: „[…] beeindruckend, wie stilvoll und souverän der norwegische Regiedebütant und Drehbuchautor Erik Skjoldbjærg die Regeln des Film Noir auf den Kopf stellt. Anstatt seine abgründige Mörderhatz in Dunkelheit zu tauchen, lässt er die Protagonisten durch Nebel und das gleißende Zwielicht der Mitternachtssonne taumeln“.
Stefan Eicke von Filmrezensionen.de vergleicht den Film mit dem Remake von Christopher Nolan aus dem Jahr 2002 und schreibt: „Erik Skjoldbjaergs Version ist derart vielschichtig, unprätentiös, kalt und sowohl visuell, als auch in der Psychologie der Charaktere derart reichhaltig, dass man nach Studium dieses Thrillers lange suchen muss, um eine Antwort auf die Frage zu finden, weshalb überhaupt ein Remake gedreht wurde […]“. Christopher Nolan kopiere in seinem Film unverhohlen zahlreiche Szenen 1:1, ohne dabei die atmosphärische Dichte Norwegens auch nur im Entferntesten erreichen zu können. Während Nolans Film gegen Ende in eine stereotype Hollywood-Ballerei ausarte, sei der intimste Freund des Originals die Stille.
Das Lexikon des internationalen Films schreibt: „Intensiv inszenierter Thriller vor der realen Tatsache der hohen Selbstmordrate in Norwegen, die mit den extremen Lebensbedingungen am nördlichen Polarkreis zusammenhängt. Dies setzt der Film geschickt für sein zermürbendes Katz-und-Maus-Spiel ein.“
Bei Rotten Tomatoes erreichte der Film eine Positiv-Quote von 95 % auf der Grundlage von 44 Kritiken.